# 鈴聲比丘
鈴聲比丘，又稱唄比丘、妙聲尊者，為釋迦牟尼佛的弟子之一，聲音極佳，但相貌醜陋，他唱誦梵唄的聲音，能夠感動人畜，為佛門中著名的公案之一，典故出自於《賢愚經》第11卷．無惱指鬘品第四十五。

## 內容概要
當時，波斯匿王帶兵路過祇園精舍（亦稱祇樹給孤獨園）時，精舍中有一位比丘，相貌極醜，但聲音美妙，此時正在唱誦著梵唄之音，美妙的聲音讓大軍不禁止步，所有軍士、象馬都屏息聆聽著這聖潔高雅的音聲，波斯匿王詢問部隊為何停止前進，侍衛稟告：「是因為美妙的梵唄之聲，使得馬匹和大象都停下來仔細聆聽的關係」，波斯匿王道：「連畜牲都喜歡聽，更何況是我們人類」，於是帶領大眾至精舍敬禮釋迦牟尼佛，並向佛陀請示：「剛剛所聽到的梵唄之音，清妙和暢，能否親見這位唱誦美妙之音的比丘，希望能供養他十萬錢」，佛陀幽默地回覆，希望大王先行供養，否則見到了鈴聲比丘後，恐怕一分錢都拿不出來了。波斯匿王見到鈴聲比丘後，果然如同釋迦牟尼佛所言，於是波斯匿王進一步向陀佛請示，鈴聲比丘是何因緣，往昔之中造做何業，讓他的長相如此其貌不揚但聲音卻如此的美妙。
釋迦牟尼佛便向波斯匿王開示鈴聲比丘過去世的因緣。在很久很久以前，迦葉佛時代時有一位叫做機里毘的國王，當時迦葉佛剛進入涅槃，這位國王收取了佛陀的舍利子準備造塔來供奉，這時龍王化為人形前來共襄盛舉，龍王告知國王造塔所需要的種種珍寶可以到四邊城門的四口大泉井各自取其泉水及泥，經過加工後即可分別造出青琉璃、黃金、銀、白玉四種材質的磚頭，國王聽了非常的開心，便命令四位監工來各自負責一邊的營造工作，後來三位監工負責的工作已接近完成，唯獨其中一位監工怠慢工事，不願意配合，國王看見了便責難他，如不配合便要罰他，這位監工則心生埋怨道 ：「這塔太大了，何時才能完工!」但後來還是在國王的壓力下日夜趕工完成了佛塔的建造工程。
這位監工見到蓋好的佛塔寶光晃耀、高聳宏偉，有著說不出的歡喜，因此為自己先前在造塔時心裡生起不恭敬的心態深感懺悔，於是他拿出一支金鈴懸掛在佛塔上供養佛塔，並且發願:「願我來世音聲極好，令一切眾生聽者歡喜，並未來釋迦牟尼佛時代，見佛得度，脫離生死」因為這位監工先前心生不敬，嫌佛塔過大的關係，感召了五百世的膚瘡面陋，令人嫌惡，但也因為他誠心的懺悔、至誠的供養以及發願，讓他在五百世中音聲清淨動人，而在此世得以見到釋迦牟尼佛並且於祂座下出家證道。

## 外部連結
- 獻唱給誰
- 因果篇【鴦掘摩羅與鈴聲比丘】 （页面存档备份，存于）
- 【星雲大師如是說】語言讚歎的功德 （页面存档备份，存于）